# Tendinopatia
Tendinopatia é uma classe de doenças que afetam os tendões. Podem ter origem ocupacional e classificam-se de dois modos: traumáticas e por esforço repetitivo.
Na literatura há controvérsias com relação ao termo adequado para sugerir acometimento do tendão. A tendinite que indica inflamação é a mais comum, tendinose que é a degeneração sem inflamação do tendão e tendinopatia, sem incidência de patologia. Na clínica é mais recomendado usar o termo tendinopatia para se referir a alterações do tendão sintomático, ou seja, aquele que apresenta sinais clínicos de dor, restrição ao movimento, limitações das atividades de vida diárias (AVDs).
A tendinopatia refere-se a qualquer processo que afete os tendões. Os termos tendinose e tendinite formam a tendinopatia.

## Etiologias
Há duas explicações para o surgimento da tendinopatia: origem mecânica e vascular. A mecânica é decorrente do esforço repetitivo causando fadiga e por fim, falência do tendão. A origem vascular é que alguns tendões como  do supra espinhoso apresentam déficit de aporte sanguíneo por causa da sua posição anatômica, assim, a diminuição da circulação sanguínea interfere no metabolismo do tecido tendíneo.
O tendão é composto principalmente por colágenos tipos I e III, o tipo I tem como característica a força do tecido, ou seja, a rigidez do tendão quando submetido a força de tensão, já o tipo III representa a sustentação do tecido. Quando as quantidades desses colágenos estão modificadas, por exemplo, tipo I diminuído e tipo III aumentado resultará em em alteração na atividade normal do tendão.Assim, estudos comparativos entre tendões humanos degenerados e normais demonstrando alterações na composição e distribuição do colágeno.
As mudanças, observadas na tendinose, ocorrem no colágeno, tenócitos e também dentro da matriz extracelular. Algumas fi bras de colágeno parecem desorientadas, dando a impressão de perda da orientação paralela, há uma diminuição no diâmetro das fi bras e uma diminuição na densidade global de colágeno. Também se pode notar um aumento do colágeno tipo III (reparador). Outra característica da tendinose é a proliferação de vasos capilares e arteríolas. O exame histopatológico de tendões calcâneo sintomáticos revelou degeneração e desorganização das fi bras de colágeno, bem como aumento na vascularização. Lesões inflamatórias e tecido de granulação não são frequentes e, quando presentes, estão associadas com ruptura parcial. Embora não exista nenhuma evidência histopatológica convincente da existência da tendinite, estudos realizados em coelhos demonstraram a presença de células inflamatórias no 5º dia, decrescendo até o 18° após tenotomia. Claramente esse modelo não reproduz o mecanismo das tendinopatias por overuse. Porém, enquanto não sejam obtidas biopsias apropriadas em humanos, a possibilidade de um período breve de verdadeira tendinite não pode ser totalmente excluída, pois na prática clínica a maioria das tendinopatias são crônicas quando o paciente busca atenção médica (KHAN et al., 2000; BENEGAS, 2004; JARDIM, 2005).
Tendinite é o termo tradicionalmente usado para descrever um tendão doloroso crônico e é acompanhado por uma resposta inflamatória. No entanto, as evidências de estudos histopatológicos, bioquímicos e moleculares mostram que a lesão seria mais bem descrita como uma tendinose (RILEY, 2004; JARDIM, 2005).
Condições como tendinite do calcâneo foram extensamente pesquisadas, embora a infiltração de células inflamatórias no tendão não tenha sido vista em espécimes de biopsia de pacientes com problemas crônicos; os mediadores bioquímicos de inflamação, como as prostaglandinas E2, não foram achados. Entretanto, a ausência de infiltração de células inflamatórias no estado crônico não exclui uma condição inflamatória anterior(PAAVOLA et al., 2002).

## Tendinopatia calcária
A tendinopatia calcária é caracterizada pelo depósito de cristais de cálcio no interior do tendão. A hipovascularização tecidual causa fibrose, depois necrose e por fim, calcificação local. Há a hipótese da predisposição genética por meio do aumento da frequência do antígeno leucocitário humano A1 (HLA-A1). Alguns autores relacionam com alterações hormonais como diabetes mellitus, hipotireoidismo e distúrbios do ciclo menstrual.

## Tratamento
Segundo Rees, Wilson e Wolman, dentro das alternativas de tratamento existem:  ultrassom terapêutico, o treinamento excêntrico e as técnicas de terapia manual. Para Robertson e Baker e van der Windt, van der Heij-den e van der Berg, o ultra-som terapêutico é o recurso eletro-físico mais frequentemente utilizado na prática fisioterapêutica, sendo largamente utilizado em vários países, atualmente, ainda há poucas evidências da efetividade clínica do ultrassom terapêutico, usado por fisioterapeutas para tratar dor e danos musculoesqueléticos e promover cicatrização de tecidos superficiais.